# Por amar sin ley
Por amar sin ley est une telenovela mexicaine produite par José Alberto Castro pour Televisa en 2018. La diffusion de la saison 2 en 2019 a commencé le 4 mars 2019 sur Televisa.

## Synopsis
La telenovela suit la vie du cabinet d'avocats spécialisés dans le droit pénal et le droit familial qui travaillent pour la société « Vega y Asociado » fondée par Alonso Vega. Les trois principaux acteurs sont Alejandra (Ana Brenda Contreras), Ricardo (David Zepeda) et Carlos (Julián Gil). Après que la police a mis en prison Carlos pour la mort d'une prostituée, Alejandra commence à travailler à Vega y Asociado. Elle se sent attirée par Ricardo.

## Distribution

### Rôles principaux
- Ana Brenda Contreras : Lincenciada Alejandra Ponce Ruiz [2]
- David Zepeda : Lincenciado Ricardo Bustamante
- Julián Gil : Carlos Ibarra
- Geraldine Bazán : Elena Fernández de Bustamante
- Altaír Jarabo : Lincenciada Victoria Escalante[1]
- José María Torre : Roberto Morelli
- Manuel Balbi : Leonardo Morán
- Sergio Basañez : Lincenciado Gustavo Soto[1]
- Víctor García : Juan López, dit Johnny
- Guillermo García Cantú : Lincenciado Alonso Vega
- Pablo Valentín : Benjamín Acosta
- Ilithya Manzanilla : Olivia Suárez Morán[1]
- Eva Cedeño : Lincenciada Leticia Jara
- Moisés Arizmendi : Alan Páez
- Issabela Camil : Isabel
- Arlette Pacheco : Carmen
- Andrea Torre : Nuria Montes
- José Eduardo Derbez : Mariano Torres
- Leticia Perdigón : Susana López
- Roberto Ballesteros : Jaime Ponce
- Macaria : Marcia Muñiz
- Marco Muñoz : Lincenciado Roberto Ojeda
- Kimberly Dos Ramos : Sofia Alcocer
- Martha Julia : Dona Dionisia Fernández
- Aleida Núñez : Milena Téllez
- Renata Notni : Ángela Palacios
- Carmen Becerra : Ligia Cervantes
- Daniela Luján : Valeria Zamudio de Ocampo
- Claudia Troyo : Dona Martina
- María José Magán : Ana María
- Alex Sirvent[1]
- José Ron : Don Ramon Valdez
- Jacqueline Bracamontes : Fabiola Granados
- María José : Patricia Linares
- Alfredo Adame
- Alejandro Tommasi :Don Rigoberto Gomez
- Juan Carlos Nava : Tomás
- Jacqueline Andere : Virginia
- Ernesto Gómez Cruz: Plutarco Dominguez
- José Carlos Ruiz : Armando
- Ana Patricia Rojo : Lina
- Jesús Ochoa
- José Elías Moreno
- Ernesto D'Alessio
- Zaide Silvia Gutiérrez : Silvia
- Azela Robinson : Dona Paula Ponce
- Laura Carmine[3]
- Adal Ramones[3]
- Danna García: Fanny Quiroz
- Pedro Prieto[3]
- Joshua Gutiérrez : Fermín
- Eduardo Liñán
- Gloria Aura : Inés
- Ricardo Fastlicht : Méndez
- David Ostrosky : Saúl Morales
- Jade Fraser : Rocío
- Alejandro Ibarra : Darío
- Dobrina Cristeva : Jimena Beristain
- Nuria Bages : Cinthya
- Gabriela Zamora : Lupita
- Héctor Cruz : Père de Rocío

## Diffusion internationale
- Univision (2018)
- Las Estrellas (2018)

## Autres versions
- La ley del corazón (RCN Televisión, 2016-2017)